# Talpa de robot

O imagine a obiectului

Talpa de robot sau Călcȃiul de aluminiu de la Aiud este un obiect neidentificat OOPArt dintr-un aliaj de aluminiu⁠(en)[traduceți] aflat în patrimoniul Muzeului Național de Istorie a Transilvaniei din Cluj. A fost descoperit împreună cu alte două obiecte în anul 1973 de muncitorii care lucrau la o balastieră pe malul râului Mureș, lângă Aiud. Obiectul de aprox. 2 kilograme nu a putut fi identificat timp de 40 de ani și a fost cercetat în secret de autoritățile comuniste. Obiectul are o formă trapezoidală, cu două brațe posterioare și două perforații circulare care comunică între ele.

## Descriere și opinii
Celelalte două obiecte au fost identificate ca oase ale unui rinocer lânos, care a trăit acum 10.000 - 80.000 de ani. La datarea tălpii din aluminiu au apărut probleme. Rezultatele analizelor efectuate indică faptul că obiectul ar avea între 400 de ani și 80.000 de ani. Michael Hesemann, un specialist în tehnica aviatică, ar fi sugerat că obiectul ar putea fi talpa unuia dintre suporții de aterizare ai unui aparat de zbor nu prea mare, care la coborâre s-a așezat încet pe sol.

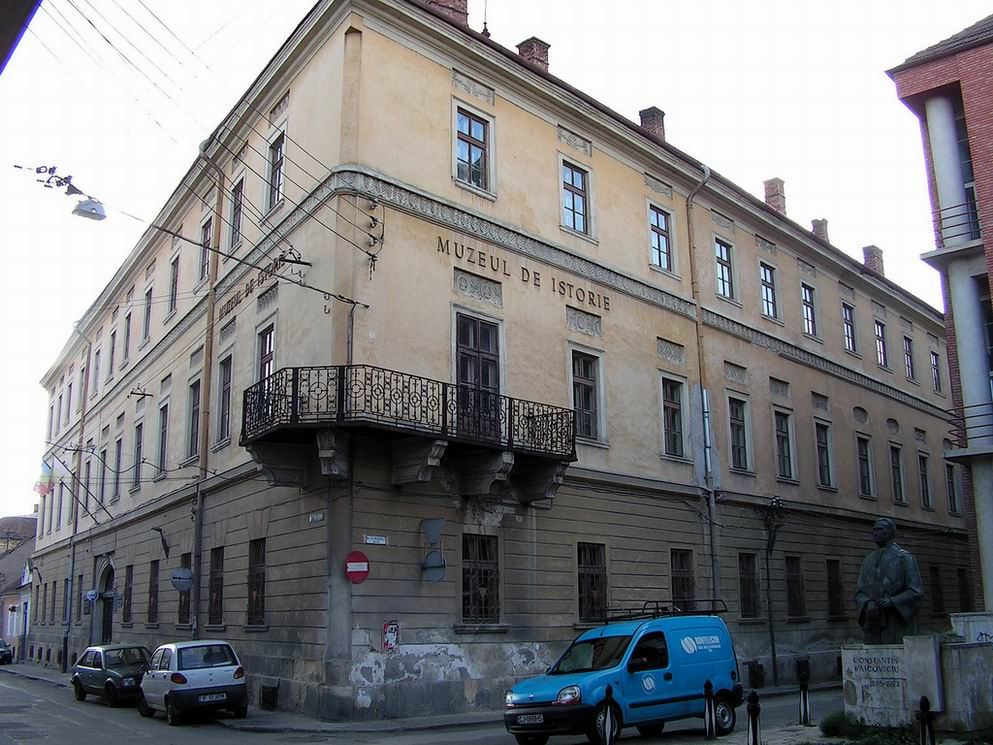
Muzeul Național de Istorie a Transilvaniei

Muzeul din Cluj a trimis obiectul pentru o analiză metalografică la Institutul Politehnic din Cluj (în prezent Universitatea Tehnică) și la Centrul de Cercetări și Proiectări pentru Metale Rare (CCPMR) de la Măgurele-București. După două buletine de analiză din 1975, a rezultat că obiectul a fost turnat dintr-un aliaj având în compoziție 74,17 % aluminiu, 4,62 % cupru, 1,8 % zinc, 0,33 % staniu, 0,20 % zirconiu, 0,11 % plumb, 0,11 % cadmiu, precum și concentrații mai mici de nichel, cobalt, bismut, argint și urme de galiu și siliciu. Adepții teoriei originii extraterestre a obiectului de la Aiud au adus ca argumente faptul că această compoziție chimică nu este una standard și că obiectul, descoperit în același strat arheologic cu oasele preistorice ale unui rinocer lânos, ar putea fi contemporan cu acestea și astfel ar avea peste 100.000 de ani. În plus, s-a arătat că aluminiul a fost izolat și produs în laborator în 1825 de Hans Christian Ørsted și industrial din 1889 prin Procesul Bayer. Prezenta staniului în aliaj face ca aceasta piesă sa fie o imposibilitate metalurgică chiar și pentru zilele noastre.
Florin Gheorghiță a scris despre acest obiect în cartea sa Enigme în Galaxie:

Obiectul, lung de cca. 20 cm, lat de cca. 12,5 cm și gros de 7 cm, prezenta două goluri cilindrice, de diametre diferite, practicate astfel încât golul cu secțiunea mai redusă penetra către baza celuilalt, perpendicular. Golul cu diametrul mai mare prezenta în plus o ovalizare a părții sale inferioare, efect ce părea a fi produs de un ax cu capul rotunjit, cu care s-ar fi asamblat. Pe suprafața sa inferioară cât și lateral, obiectul prezenta urme ale unor lovituri repetate, dintre care unele au fost puternice. Toate detaliile remarcate sugerau faptul că piesa a făcut parte cândva dintr-un ansamblu funcțional și că a fost pierdută dintr-un motiv oarecare, în albia de atunci a râului.
Gheorghe Cohal, directorul executiv al Asociației pentru Studiul Fenomenelor Aerospațiale Neidentificate, a afirmat că „pe părțile laterale obiectul prezenta urme ale unor lovituri repetate. Fapt ce sugerează că obiectul a făcut parte dintr-un sistem funcțional. Există mai multe ipoteze privind sursa de proveniență a obiectului, nu se poate confirma sau infirma posibilitatea sursei de proveniență extraterestră”.
Dan D. Farcaș a considerat că obiectul de la Aiud este unul din nenumăratele semne ale vizitelor unor civilizații extraterestre mult mai evoluate decât specia umană.

## Identificarea obiectului
Piesa a fost identificată în anii 2000 ca fiind o parte a avionului de vȃnătoare german Messerschmitt ME 262, purtȃnd numele de „placă extractoare pentru roata din față". Practic, obiectul servea drept capac de închidere a roții în avion, în timpul în care acesta se afla în zbor. Evenimentul s-a petrecut în toamna anului 1944, în timpul celui de al doilea război mondial.

## Legături externe
- Noaptea Muzeelor: Misteriosul OZN de la Aiud, „talpă de robot”, expus la Cluj – FOTO, gandul.ro

## Vezi și
- Muzeul Național de Istorie a Transilvaniei